# Galathée pélagique
Pleuroncodes planipes
Espèce
La galathée pélagique (Pleuroncodes planipes) est une espèce de crustacés décapodes de la famille des Munididae (ou des Galatheidae selon certaines classifications).
Cette galathée a la particularité d'être pélagique : elle vit généralement en pleine eau, dans les algues flottantes et notamment les sargasses. Son corps est ainsi parfaitement adapté à la natation.